# Піски (Охтирський район)
Піски́ —  село в Україні, в Охтирському районі Сумської області. Населення становить 35 осіб. Колишній орган місцевого самоврядування — Староіванівська сільська рада.

## Географія
Село Піски знаходиться на лівому березі річки Олешня, яка через 2 км впадає в річку Ворскла, вище за течією на відстані 5 км розташоване село Комарівка, нижче за течією на відстані 1,5 км розташоване село Пристань, на протилежному березі - село Стара Іванівка. До села примикає великий лісовий масив (дуб). Поруч проходить залізнична гілка.

## Населення

### Мова
Розподіл населення за рідною мовою за даними перепису 2001 року:
| Мова       | Кількість | Відсоток |
| ---------- | --------- | -------- |
| українська | 33        | 94.29%   |
| російська  | 2         | 5.71%    |
| Усього     | 35        | 100%     |